# Доња Коњшчина
Доња Коњшчина (хрв. Donja Konjščina) је насељено место у општини Коњшчина, Крапинско-загорска жупанија, Хрватска.

## Историја
До територијалне реорганизације у Хрватској била је у саставу старе општине Златар-Бистрица.

## Становништво
У попису становништва из 2011. године, Доња Коњшчина је имала 139 становника.
| Број становника према пописима | Број становника према пописима | Број становника према пописима | Број становника према пописима | Број становника према пописима | Број становника према пописима | Број становника према пописима | Број становника према пописима | Број становника према пописима | Број становника према пописима | Број становника према пописима | Број становника према пописима | Број становника према пописима | Број становника према пописима | Број становника према пописима | Број становника према пописима |
| ------------------------------ | ------------------------------ | ------------------------------ | ------------------------------ | ------------------------------ | ------------------------------ | ------------------------------ | ------------------------------ | ------------------------------ | ------------------------------ | ------------------------------ | ------------------------------ | ------------------------------ | ------------------------------ | ------------------------------ | ------------------------------ |
| 1857                           | 1869                           | 1880                           | 1890                           | 1900                           | 1910                           | 1921                           | 1931                           | 1948                           | 1953                           | 1961                           | 1971                           | 1981                           | 1991                           | 2001                           | 2011                           |
| 99                             | 106                            | 116                            | 167                            | 152                            | 169                            | 177                            | 249                            | 227                            | 311                            | 542                            | 672                            | 935                            | 123                            | 131                            | 139                            |

Напомена: Смањен одвајањем насеља Коњшчина 1991. а за тај део садржи податке за ранији период. До 1961. и у првом издању књиге Насеља.